# Egon Loy

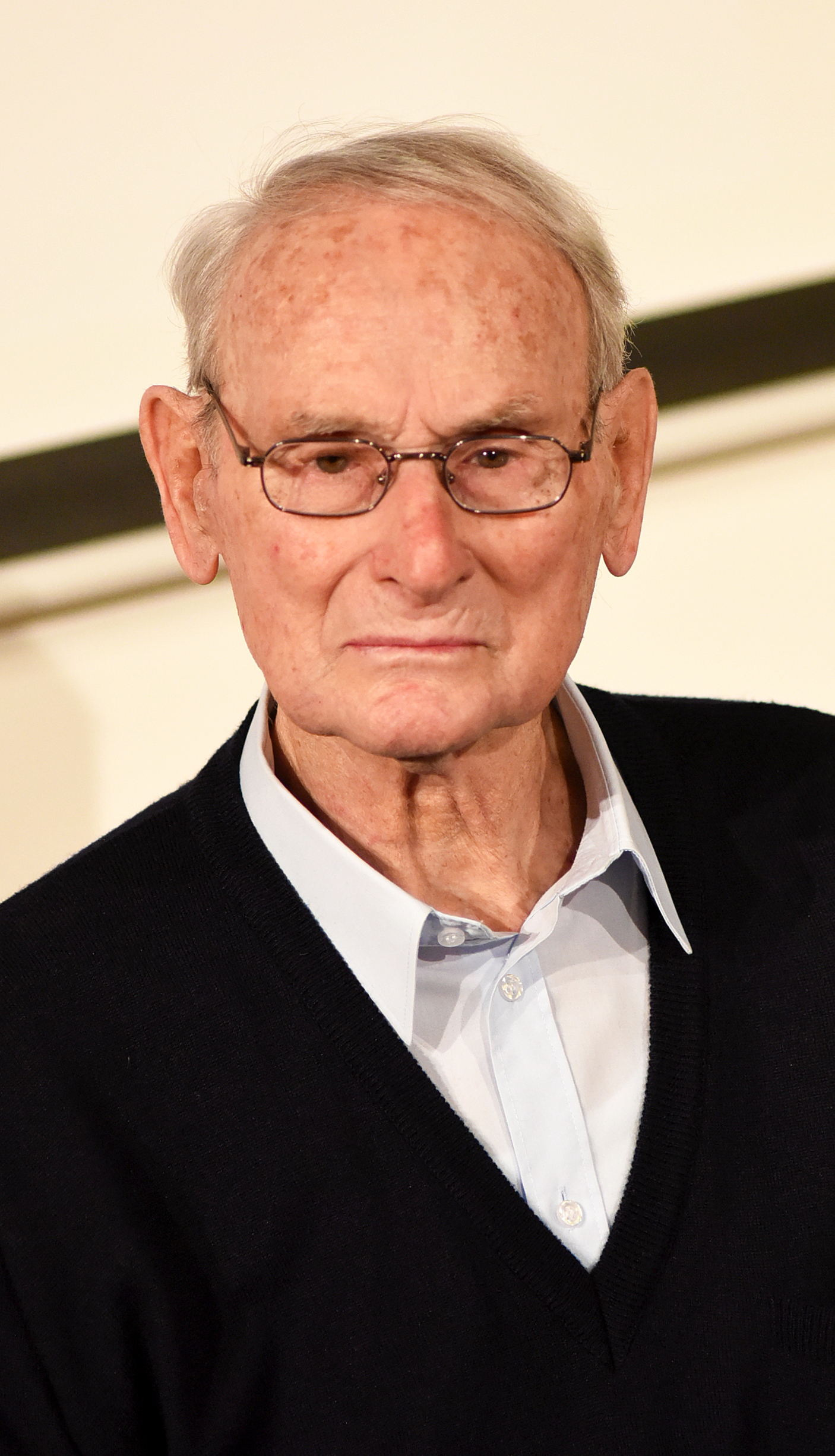
Egon Loy (Eintracht Frankfurt)

Egon Loy (* 14. Mai 1931) ist ein ehemaliger deutscher Fußballspieler, der als Torwart von Eintracht Frankfurt im Jahre 1959 die deutsche Meisterschaft gewann.

## Laufbahn

### Amateur, bis 1954
Die Jugend und die erste Phase seiner Seniorenzeit verbrachte Egon Loy in Schwabach bei Nürnberg. Mit dem dortigen TSV 04 Schwabach gelang ihm in der Runde 1950/51 der Aufstieg in die 1. Amateurliga Bayern. Bis 1954 spielte er mit seinem Heimatverein in der höchsten Amateurklasse von Bayern. Loy war der Rückhalt der Verbandsauswahl von Bayern bei deren drei Titelgewinnen im Länderpokal der Amateure in den Jahren 1952 bis 1954. Im Angriff sorgten Erich Bäumler, Ludwig Hinterstocker und Johann Zeitler dabei für die Tore. Am 30. Mai 1954 hütete der großgewachsene Torhüter das Tor der deutschen Fußballnationalmannschaft der Amateure beim Länderspiel in Longwy gegen Frankreich. Es war das einzige Amateurländerspiel im Jahre 1954 und endete 0:0 unentschieden. Zur Runde 1954/55 wechselte der Torhüter in die Oberliga Süd zu Eintracht Frankfurt. Sein Mannschaftskamerad aus der Bayernauswahl, Erich Bäumler von der SpVgg Weiden, vollzog ebenfalls den Wechsel an den Riederwald.

### Eintracht Frankfurt, 1954 bis 1967
Das Debütspiel in der Oberliga Süd führte den bisherigen Amateur am 22. August 1954 zum Lokalschlager auf den Bieberer Berg in Offenbach. Egon Loy überzeugte bei dem 1:0-Auswärtssieg der Eintracht und hatte anschließend den Stammplatz im Tor inne. Er absolvierte im ersten Jahr 28 Oberliga- sowie 2 Pokal-Spiele. Dann warf den Franken aber eine schwere Knieverletzung fast völlig aus der sportlichen Bahn. Nur ein Spiel konnte er deshalb im zweiten Jahr in Frankfurt, 1955/56, bestreiten und auch noch 1956/57 kämpfte er mühsam um die Rückkehr auf die sportliche Bühne. Im Jahr der Fußball-Weltmeisterschaft 1958 in Schweden hatte er es wieder geschafft, Egon Loy absolvierte alle 30 Spiele in der Oberliga Süd und belegte mit der Eintracht den dritten Rang. Am 17. November 1957 wurden seine guten Leistungen mit einer Nominierung in das Tor der süddeutschen Auswahl beim Repräsentativspiel gegen Südwestdeutschland belohnt. Zur Runde 1958/59 wechselte der bisherige OFC-Trainer Paul Oßwald zur Eintracht. Die Riederwälder holten den Titel im Süden, setzten sich in der Endrunde um die deutsche Fußballmeisterschaft ohne Punktverlust durch und zogen in das Finale ein. Am 28. Juni 1959 gewannen die Mannen um Egon Loy in Berlin die deutsche Meisterschaft mit 5:3 Toren nach Verlängerung gegen die Offenbacher Kickers. In der Runde 1959/60 erlebte Loy die Atmosphäre des Europa-Cup-Wettbewerbs. Imponierend waren dabei die Halbfinalspiele gegen Glasgow Rangers am 13. April bzw. 5. Mai 1960. Nach dem sensationellen 6:1-Heimerfolg gewann die Eintracht auch im Ibrox Park in Glasgow mit 6:3 Toren das Rückspiel. Das Finale am 18. Mai im Hampden Park in Glasgow gegen den Cup-Verteidiger Real Madrid wurde trotz der 3:7-Niederlage zu einem wahren Fußballfest. Alfredo Di Stéfano und Ferenc Puskás zeigten dem Torhüter der Eintracht, warum sie als die größten Stars des europäischen Wettbewerbs bezeichnet wurden. Die letzten drei Runden der Oberliga Süd, 1960/61 bis 1962/63, bestritt der zuverlässige Eintracht-Torhüter alle 90 Ligaspiele. Dazu kamen noch die Spiele in den Endrunden 1961 und 1962. Insgesamt kam Loy von 1959 bis 1962 auf 17 Endrundeneinsätze. In der Oberliga wurden es von 1954 bis 1963, die zwei Runden 1955/56 und 1956/57 mit der Knieverletzung kann man fast völlig streichen, 209 Ligaspiele. In den zwei ersten Runden der neuen Fußball-Bundesliga, 1963/64 und 1964/65, hatte der Ex-Schwabacher immer noch den Stammplatz im Tor der Eintracht inne. Beim DFB-Pokalfinale am 13. Juni 1964 in Stuttgart gegen 1860 München, die „Löwen“ gewannen mit 2:0 Toren, stand er ebenfalls im Tor. Ab der Runde 1965/66 übernahm der ehemalige Amateurnationaltorwart von Eintracht Wetzlar, Peter Kunter, die Rolle der Nummer eins im Eintracht-Tor. Die letzten zwei Bundesligaspiele bestritt der 35-jährige Routinier am 17. September bzw. 8. Oktober 1966 gegen Hannover 96 und den MSV Duisburg. Von 1963 bis 1966 bestritt Loy 69 Bundesligaspiele für Eintracht Frankfurt. Nach Beendigung seiner Profilaufbahn bei der Eintracht war er von 1967 bis 1969 Spielertrainer bei Rot-Weiß Walldorf.